# إريك بومر

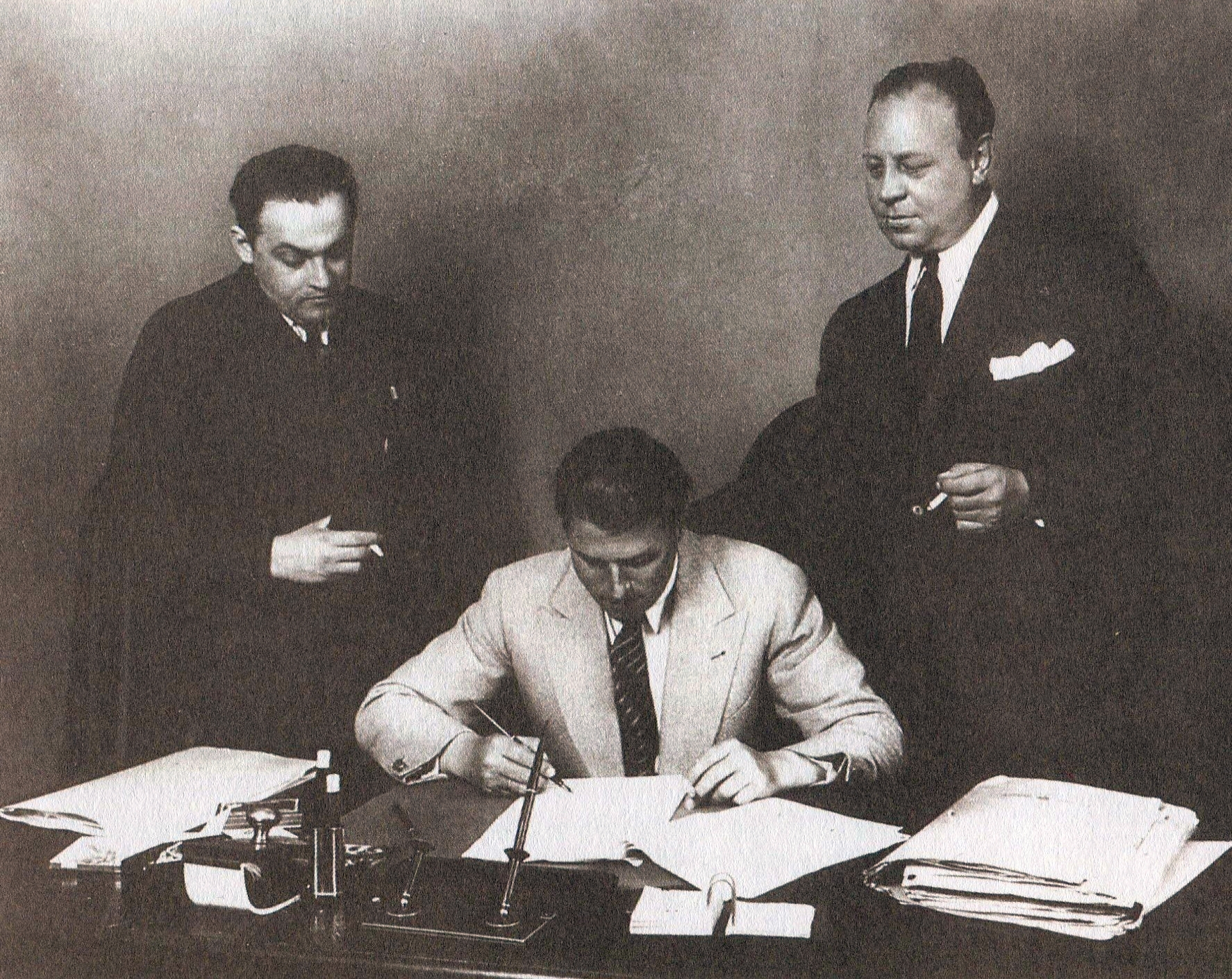
إريك بومر (يسار) مع كارل زوكماير وإميل جانينجس (1929)

إريك بومر (20 يوليو 1889 - 8 مايو 1966) كان منتجًا ومديرًا سينمائيًا ألماني المولد. ربما كان بومر أقوى شخص في صناعة الأفلام الألمانية والأوروبية في عشرينيات وأوائل ثلاثينيات القرن العشرين.
كمنتج، شارك إريك بومر في حركة الفيلم التعبيري الألماني خلال العصر الصامت. كرئيس للإنتاج في Decla Film Decla-Bioskop، ومن عام 1924 إلى عام 1926، في UFA، كان بومر مسؤولًا عن العديد من أفضل الأفلام المعروفة لجمهورية فايمار مثل كابينة الدكتور كاليجاري (1920)، د. مابوز ، المقامر (1922)، دي نيبلونجين (1924)، مايكل (1924)، دير ليتزته مان / الضحك الأخير (1924)، التنوع (1925)، تارتوف (1926)، مانون ليسكاوت (1926)، فاوست (1926).)، متروبوليس (1927) والزرقاء الملاك (1930). عمل في وقت لاحق في المنفى الأمريكي قبل أن يعود إلى ألمانيا للمساعدة في إعادة بناء صناعة السينما الألمانية بعد الحرب العالمية الثانية.

## النشأة والوظيفي
ولد بومر في هيلدسهايم، مقاطعة هانوفر، إلى جوستاف بومر وزوجته آنا. كان شقيقه الأكبر ألبرت بومر، الذي أصبح أيضًا منتجًا للسينما. بعد تدريب قصير مع Herrenkonfektion Machol & Lewin،  بدأ بومر مسيرته السينمائية في عام 1907، مع فرع برلين لشركة شركة أفلام غومونت، وتولى في النهاية منصب مدير فرع فيينا في عام 1910. في عام 1912، أنهى بومر خدمته العسكرية وأصبح ممثلاً لشركة الكاميرا الفرنسية إيكلير في فيينا، حيث كان مسؤولاً عن توزيع الأفلام إلى وسط وشرق أوروبا. في عام 1913، أصبح الممثل العام لإيكلير لأوروبا الوسطى والدنمارك والسويد والنرويج وبولندا، ومقره في برلين. في نفس العام، تزوج من جيرترود ليفي وأصبح، مع مارسيل فاندال، المدير العام لمكتب فيينا إيكلير. تحت إشراف بومر، بدأت الشركة إنتاج الأفلام الروائية بما في ذلك Das Geheimnis der Lüfte / Le mystère de l'air (باللغة الإنجليزية، سر الهواء)، أول الأفلام التي أنتجها. تبعت خمسة أفلام أخرى في عام 1915.

## الجوائز
- 1953 جائزة الفيلم الألماني عن "Nachts auf den Strassen".
- 1955 جائزة جولدن جلوب لأفضل فيلم عن «كيندر، موتير، أوند جنرال».
- 1956 الجائزة الكبرى لوحدة نقد السينما (UCC) عن "Kinder، Mütter، und ein General".

## أفلام
- مجلس الوزراء د. كاليجاري (1920)
- القلعة المسكونة (1921)
- القدر (1921)
- د.مابوز، المقامر (1922)
- الضحك الأخير (1924)
- حديقة المتعة (1925)
- متنوعة (1925)
- فاوست (1926)
- متروبوليس (1927)
- جواسيس (1928)
- الملاك الأزرق (1930)
- ليليوم (1934)
- الموسيقى في الهواء (1934)
- النار فوق إنجلترا (1937)
- إناء الغضب (1938)
- سانت مارتن لين (1938)
- جامايكا إن (1939)
- رقص، فتاة، رقص (1940)
- يعرفون ما يريدون (1940)
- ليالي على الطريق (1952)

## روابط خارجية
- إريك بومر على موقع IMDb (الإنجليزية)
- إريك بومر على موقع مونزينجر (الألمانية)
- إريك بومر على موقع ألو سيني (الفرنسية)
- إريك بومر على موقع أول موفي (الإنجليزية)
- إريك بومر على موقع قاعدة بيانات الأفلام السويدية (السويدية)
- إريك بومر على موقع قاعدة بيانات الفيلم (الإنجليزية)

## قائمة المراجع
- Bock، Hans-Michael؛ Bergfelder، Tim، المحررون (2009). The Concise CineGraph. Encyclopedia of German Cinema. New York, Oxford: Berghahn Books. ISBN:978-0-85745-565-9.  Bock، Hans-Michael؛ Bergfelder، Tim، المحررون (2009). The Concise CineGraph. Encyclopedia of German Cinema. New York, Oxford: Berghahn Books. ISBN:978-0-85745-565-9.  Bock، Hans-Michael؛ Bergfelder، Tim، المحررون (2009). The Concise CineGraph. Encyclopedia of German Cinema. New York, Oxford: Berghahn Books. ISBN:978-0-85745-565-9.
- Hardt، Ursula (1996). From Caligari to California: Erich Pommer's Life in the International Film Wars. Providence, RI: Berghahn. ISBN:978-1-57181-930-7.  Hardt، Ursula (1996). From Caligari to California: Erich Pommer's Life in the International Film Wars. Providence, RI: Berghahn. ISBN:978-1-57181-930-7.  Hardt، Ursula (1996). From Caligari to California: Erich Pommer's Life in the International Film Wars. Providence, RI: Berghahn. ISBN:978-1-57181-930-7.
- Grieveson، Lee؛ Krämer، Peter، المحررون (2004). The Silent Cinema Reader. Psychology Press. ISBN:978-0-415-25284-3.  Grieveson، Lee؛ Krämer، Peter، المحررون (2004). The Silent Cinema Reader. Psychology Press. ISBN:978-0-415-25284-3.  Grieveson، Lee؛ Krämer، Peter، المحررون (2004). The Silent Cinema Reader. Psychology Press. ISBN:978-0-415-25284-3.
- Jacobsen، Wolfgang (1989). Erich Pommer: Ein Produzent macht Filmgeschichte. Berlin: Argon Verlag. ISBN:978-3-87024-148-3.  Jacobsen، Wolfgang (1989). Erich Pommer: Ein Produzent macht Filmgeschichte. Berlin: Argon Verlag. ISBN:978-3-87024-148-3.  Jacobsen، Wolfgang (1989). Erich Pommer: Ein Produzent macht Filmgeschichte. Berlin: Argon Verlag. ISBN:978-3-87024-148-3.
- Nowell-Smith، المحرر (2009). The Oxford History of World Cinema. Oxford University Press. ISBN:978-0-19-874242-5.  Nowell-Smith، المحرر (2009). The Oxford History of World Cinema. Oxford University Press. ISBN:978-0-19-874242-5.  Nowell-Smith، المحرر (2009). The Oxford History of World Cinema. Oxford University Press. ISBN:978-0-19-874242-5.
- Bezerra, Laura (2002). "Erich Pommer" (بالألمانية). Deutsches Film Institut. Archived from the original on 2007-09-27.